# Джеральд Темплер
Джеральд Темплер (англ. Tun Sir Gerald Walter Robert Templer; 11 вересня 1898, Колчестер — 25 жовтня 1979, Челсі) — британський воєначальник, фельдмаршал (1956) Британської армії. Учасник Першої та Другої світових воєн, а також придушення Арабського повстання, війни в Малаї та Суецької кризи. Начальник Імперського генерального штабу в 1955—1958 роках. Головний військовий радник прем'єр-міністра Ентоні Ідена під час Суецької кризи. Він також вважається одним із засновників Національного музею армії Великої Британії.
Темплер найбільш відомий завдяки впровадженню стратегій, які значною мірою сприяли поразці Малайської національно-визвольної армії під час надзвичайної ситуації в Малайзії. Деякі історики описують його методи як успішний приклад кампанії «завоювання сердець і умів», тоді як інші вчені вважають це спірним. Темплер також контролював, наказував і особисто схвалював багато суперечливих політик і численні звірства, скоєні його військами. Серед них — використання таборів для інтернованих під назвою «нові села», примусове переселення етнічних меншин, примусовий призов до армії, колективні покарання проти цивільного населення, наймання спеціалістів-мисливців за головами Ібан для обезголовлення підозрюваних комуністів, першопроходець у застосуванні «Агента Оранж» (згодом використаного у В'єтнамі), та використання тактики «випаленої землі», що позбавляла МНВА ресурсів.
Багато стратегій, які він впроваджував, були пізніше (невдало) реалізовані Сполученими Штатами у В'єтнамі.

## Біографія
Військова кар'єра
- 16 серпня 1916 — другий лейтенант
- 16 лютого 1918 — лейтенант
- 11 серпня 1928 — капітан
- 1 серпня 1938 — майор
- 1 грудня 1939 — підполковник
- 5 травня 1941 — бригадир
- 6 жовтня 1941 — полковник
- 17 квітня 1945 — майор-генерал
- 5 квітня 1948 — лейтенант-генерал
- 4 квітня 1950 — генерал
- 27 листопада 1956 — фельдмаршал

Джеральд Волтер Роберт Темплер народився 11 вересня 1898 року на Веллеслі Роуд, 15, у Колчестері, Ессекс, у родині підполковника Волтера Френсіса Темплера, офіцера Королівських ірландських стрільців, та Мейбл Ейлін Темплер (уродженої Джонстон). Ірландець за походженням, Темплер відвідував дитячу школу в Росліні, Шотландія, перш ніж його відправили до Единбурзької академії в 1904 році. Згодом він навчався в підготовчій школі-інтернаті в Коннот Хаус, Веймут, з 1909 по 1911 рік. У січні 1912 року його відправили до Веллінгтонського коледжу в Беркширі, де він навчався до свого 17-річчя у вересні 1915 року.

### Перша світова війна
У грудні 1915 року Темплер поступив до Королівського військового коледжу в Сандгерсті і, пройшовши скорочений курс навчання, 16 серпня 1916 року був призначений другим лейтенантом до полку Королівських ірландських стрільців свого батька. Через свій вік, однак він не зміг служити за кордоном і був відправлений до 3-го (резервного) батальйону в Банкрані в Інішоуені, на північному узбережжі графства Донегол, в ірландському Ольстері.
Темплер залишався тут до середини жовтня 1917 року, коли, тепер у віці 19 років, його відправили до 7-го/8-го (службового) батальйону 49-ї бригади 16-ї (Ірландської) дивізії, що билася у складі Британських експедиційних сил на Західному фронті. Потім батальйон передали у 107-му бригаду 36-ої (Ольстерської) дивізії. Наприкінці листопада 1917 року, незабаром після прибуття Темплера на фронт, батальйон взяв участь у битві при Камбре, хоча сам молодий офіцер участі в битві не брав. І батальйон, і його рота «C», зокрема, зазнали великих втрат. 16 лютого 1918 року він отримав звання лейтенанта.
20 березня Темплер, тяжко хворий, втратив свідомість під час перебування в окопах, страждаючи від гострої дифтерії, і пізніше його евакуювали до Англії. Вже наступного дня кайзерівська армія розпочала свій Весняний наступ, і, поки він перебував на лікуванні його батальйон зазнав понад 770 втрат із приблизно 800 осіб. Він повернувся до батальйону, який тепер складався в основному з мобілізованих підлітків, і бився разом з ними у Стоденному наступі, в результаті якого союзні армії врешті-решт здобули перемогу, що призвело до підписання перемир'я з Німеччиною та завершення війни 11 листопада 1918 року. Темплеру значно пощастило під час війни, оскільки він не був жодного разу поранений, хоча, як і на багатьох інших представників його покоління, це наклало на нього значний психологічний відбиток.

### Інтербелум
Джеральд Темплер протягом міжвоєнного періоду продовжував службу в лавах британської армії. У 1919—1920 роках у складі свого батальйону брав участь в операціях у Персії та Іраку у рамках багатонаціональної спроби запобігти поширенню більшовизму, за якою послідувала служба в Єгипті. У листопаді 1922 року повернувся до Англії з батальйоном. У січні 1925 року батальйон знову повернувся до Єгипту, де залишався до жовтня 1927 року. У 1928 році поступив на навчання до Штабного коледжу у Камберлі, який успішно закінчив наступного року. Серед його численних однокурсників були такі люди, як Джон Гардінг, Річард МакКрірі, Гордон Макміллан, Александер Гелловей, Джерард Бакнейлл, Філіп Грегсон-Елліс, Александер Кемерон і Кемерон Ніколсон. На рік, старший за нього, навчалися майбутні британські воєначальники Ерік Дорман-Сміт, Джон Гоксворт, Джон Вайтлі, Евелін Баркер, Олівер Ліз, Рональд Пенні, Роберт Бріджмен, Філіп Крістісон та багато інших, тоді як на другому курсі Темплера, на наступному році, був Джордж Ерскін, Гарольд Фрімен-Еттвуд, Ніл Річі, Герберт Ламсден, Реджинальд Деннінг і Моріс Чілтон. Серед викладачів курсу Темплера були Бернард Пейджет, Генрі Поунолл і Бернард Монтгомері. Після закінчення Штабного коледжу Темплер у січні 1930 року продовжив службу у 2-му батальйоні Північно-ланкаширського вірного полку, який тоді дислокувався в Олдершоті.
У 1931 році Темплер продовжив службу офіцером Генерального штабу 3 ступеня (GSO3) у 3-ій дивізії. Потім він служив GSO2 у штаб-квартирі Північного командування в Йорку, а у квітні 1935 року став командиром роти у своєму полку. Перебуваючи в Північному командуванні, він вперше зустрів Гарольда Александера, тодішнього полковника, який був його начальником як GSO1, і вони залишалися великими друзями до смерті Александера в 1969 році. У січні 1936 року Темплер у складі формування був відправлений до Палестини, де Темплер командував ротою «А» під час Арабського повстання. За заслуги в цій місії був нагороджений орденом «За відмінні заслуги» 6 листопада 1936 року і відзначений у наказі. Досвід його служби в Палестині справив на офіцера колосальний вплив, як він сказав у 1970 році в інтерв'ю Бі-Бі-Сі: «Усе своє життя, з юності, я дуже сильно відчував расові та релігійні протиріччя — ще з дитинства в Ірландії. Це почуття значно посилилося під час моєї служби в Палестині в 1935—1936 роках, єврейсько-арабськими проблемами: я відчував їх гостро у своєму серці».
У липні 1937 року він повернувся з Палестини до Англії, де став офіцером штабу 53-ї (Валлійської) піхотної дивізії, формування Територіальної армії, де він привернув увагу старших офіцерів.
1 серпня 1938 року він отримав звання майора і призначення до Воєнного офісу як GSO2 в Управлінні військової розвідки. На цій посаді він брав участь у створенні та навчанні розвідувального корпусу.

### Друга світова війна
На початку Другої світової війни у вересні 1939 року Темплер був підполковником, а 4 вересня, наступного дня після оголошення війни Британією нацистській Німеччині, його призначили одним із двох GSO1 до штабу Британських експедиційних сил, де його основними обов'язками стали організація контррозвідки та безпеки. Після розгрому у Франції він повернувся до Англії, де виконував завдання з підготовки нових формувань британської армії.
На початку листопада 1940 року йому було доручено командувати 210-ю окремою піхотною бригадою у Дорсеті, відповідаючи за захист узбережжя в разі німецького вторгнення між Лайм-Реджис і Пул. Бригада перебувала під керівництвом V корпусу, яким командував генерал-лейтенант Бернард Монтгомері, один із інструкторів Темплера в штабному коледжі, який високо оцінював його, і обидва, які поділяли схожі погляди на навчання та форми й способи ведення війни, встановили тісні робочі стосунки. Однак 7 квітня Монтгомері отримав підвищення, очоливши XII корпус в Кенті та Сассексі та рекомендував Воєнному офісу призначити Темплера начальником штабу V корпусу, який тепер перейшов під командування генерал-лейтенанта Едмонда Шрайбера. Як і Монтгомері, Шрайбер склав високу думку про Темплера, і вони добре ладнали разом.
На початку березня 1942 року Шрайбера було підвищено до командування «110-ї оперативної групи», яка пізніше була перейменована в 1-шу армію, а V корпус перейшов до генерал-лейтенанта Чарльза Олфрі.
10 квітня 1942 року Темплер став командиром 47-ї (Лондонської) піхотної дивізії, що базувалася у Вінчестері, Гемпшир. Дивізія, що складалася з 25-ї, 140-ї та 141-ї піхотних бригад і допоміжних підрозділів, була формуванням Територіальної армії другої лінії, колишньою 2-ю лондонською дивізією, перейменованою в 47-му дивізію в листопаді 1940 року. За словами командира батальйону, підполковника Кеннета Дарлінга, який командував 11-м батальйоном Королівських стрільців, Темплер «надихнув дивізію ентузіазмом, проникливістю та ефективністю» і «змусив їх повірити, що вони збираються зустрітися з німцями — і побити їх. Він виховав величезний бойовий дух». Інший молодший штабний офіцер, Едвард Джонс, вважав Темплера дуже нервовим, але захопленим, стверджуючи, що він ніколи не спав під час навчань, незалежно від тривалості, і фактично спалював себе на цій посаді.
У вересні 1942 року Джеральд Темплер очолив II корпус, ставши наймолодшим чинним лейтенант-генералом британської армії. У квітні 1943 року він прийняв командування XI корпусом з 54-ю та 61-ю дивізіями та численними меншими формуваннями після того, як II корпус було розформовано. Його корпус відповідав за захист усієї Східної Англії.
31 липня 1943 року Темплер став командиром 1-ї піхотної дивізії, яка перебувала під його командуванням, коли він очолював II корпус. Дивізія базувалася на південь від Тунісу і нещодавно з великими успіхами билася на завершальних етапах Туніської кампанії. Тут дивізія тренувалася для майбутньої участі в Італійській кампанії.
10 жовтня 1943 року генерал-майор Дуглас Грем, командир 56-ї (Лондонської) піхотної дивізії, який тоді воював в Італії, був серйозно поранений, коли його джип впав у воронку від снаряда, і Темплеру було наказано відправитися в Італію, щоб замінити його на посаді комдива. 15 жовтня він прибув до Італії 15 жовтня, коли дивізія була в середині переправи через Вольтурно. Дивізія діяла у складі X британського корпусу під командуванням генерал-лейтенанта Річарда МакКрірі і зазнала значних втрат у попередніх боях в Італії.
У лютому 1944 року дивізія, яка тепер підпорядковується VI корпусу США, брала участь у битві при Анціо, де Темплер тимчасово командував британською 1-ю піхотною дивізією після того, як командир, генерал-майор Рональд Пенні, був поранений унаслідок артилерійського обстрілу. 24 серпня 1944 року Джеральда Темплера нагородили орденом Бані на знак визнання його бойових заслуг в Італії.
Наприкінці липня 1944 року Темплер ненадовго очолив 6-у бронетанкову дивізію, перш ніж був серйозно поранений міною в серпні, пробувши командиром лишень дванадцять днів. Решту війни він провів, виконуючи обов'язки начальника розвідки в штабі 21-ї групи армій, а також недовго очолював Німецький директорат в Управлінні спеціальних операцій.

### Післявоєнний час
17 жовтня 1946 року президент США нагородив Темплера орденом Легіону ступеня Командора за заслуги під час війни. Він також був відзначений низкою орденів Франції, Бельгії й Нідерландів.
Після Другої світової війни Джеральд Темплер служив заступником начальника штабу Британського елементу Союзницької контрольної комісії для Німеччини.
В березні 1946 року Темплер став директором військової розвідки у Воєнному офісі, а в лютому 1948 року став заступником начальника Імперського генерального штабу. 18 лютого 1950 року він перейшов на посаду командувача Східним командуванням. 4 червня 1950 р. він отримав звання повного генерала, а 30 серпня 1951 року удостоєний титулу кавалера ордена Бані на честь дня народження короля. 30 серпня 1951 року він став генерал-ад'ютантом короля.
22 січня 1952 року Вінстон Черчилль призначив Джеральда Темплера британським верховним комісаром до Малаї для вирішення надзвичайної ситуації, що склалася в Малайзі. Тісно співпрацюючи з Робертом Томпсоном, постійним міністром оборони Малайї, Хіткот назвав тактику Темплера проти Малайської національно-визвольної армії (MNLA) «однією з найуспішніших кампаній британської армії по боротьбі з повстанцями». У військовому плані Темплер зосередив свої зусилля на розвідці. Темплер відоме зауваження: «Відповідь [на повстання] полягає не в тому, щоб спрямувати більше військ у джунглі, а в завоюванні сердець і умів людей».

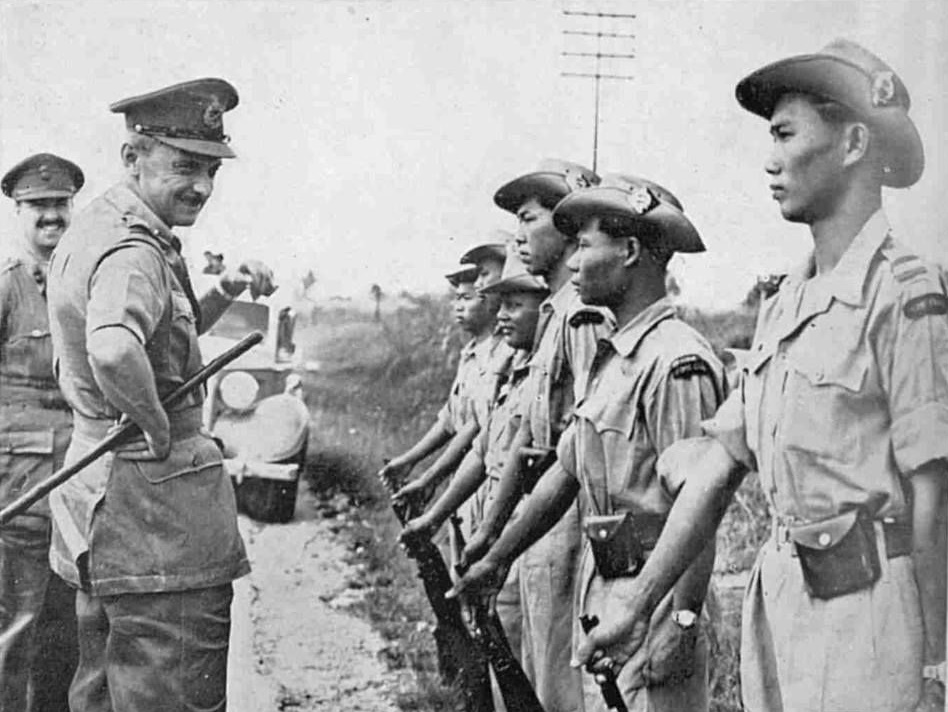
Генерал Джеральд Темплер на інспекції військ. Малая. 1952

Він запровадив схеми заохочення для винагороди повстанців, які здалися, і тих, хто заохочував їх до капітуляції, а також застосував сувору комендантську годину та суворий контроль над постачанням продовольства, щоб змусити бунтівні райони підкоритися вимогам і вигнати партизанів. Культури, вирощені комуністами у відповідь на ці заходи, були обприскані гербіцидами та дефоліантами (2,4,5-трихлорфеноксіоцтова кислота), що в подальшому використовувалося у В'єтнамській війні американцями для використання Agent Orange. Обмеження на їжу та комендантську годину було знято в так званих білих районах, які були визнані вільними від комуністичного вторгнення.
У приватному листуванні з міністром колоній Олівером Літтлтоном Темплер захищав практику використання британськими військами мисливців за головами даяків, які відловлювали та відрізали голови підозрюваним партизанам MNLA. Широке використання обезголовлювань військами Темплера в Малайї було розкрито громадськості британською комуністичною газетою під назвою The Daily Worker, коли вони опублікували перші відомі фотографії обезголовлень у квітні 1952 року.
Під час перебування в Малайї Темплер став широко відомий як «Тигр Малайї», титул, який раніше носив японський генерал Ямашіта Томоюкі, який захопив Сінгапур і Малайю в 1942 році. У відповідь на статтю в журналі Time про те, що «джунглі стабілізувалися», він заявив, що «я застрелю того виродка, який скаже, що ця надзвичайна ситуація закінчилася». У 1960 році малайський уряд оголосив про скасування надзвичайного стану. У червні 1953 року Джеральд Темплер отримав кавалер Великого хреста ордена Святого Михаїла і Святого Георгія за заслуги на посаді Верховного комісара.
29 вересня 1955 року Темплер був призначений начальником Імперського Генерального штабу. На цій посаді він консультував британський уряд щодо реагування на Суецьку кризу. 27 листопада 1956 року він отримав звання фельдмаршала і 29 вересня 1958 року пішов у відставку.